# Associazione Sportiva Comini 1885 Padova Scherma
L'Associazione Sportiva Comini 1885 Padova Scherma è una società di scherma nata a Padova nel 1885 ed è affiliata alla Federazione Italiana Scherma. È la più vecchia associazione sportiva di Padova e Provincia.

## Storia
Fu fondata nel 1885 dal maestro di scherma Giuseppe Comini. Negli anni quaranta e cinquanta, Vincenzo Pinton, Mauro Racca e Carlo Turcato vinsero le medaglie nella sciabola in tre Olimpiadi consecutive. Irene Camber portò alla scuola Comini il primo oro olimpico nel fioretto femminile.
In questa società hanno iniziato a calcare le pedane i futuri campioni Gianfranco Dalla Barba, Marco Marin e Francesca Bortolozzi, atleti che hanno regalato a Padova i massimi allori mondiali e olimpici.